# Димитър Цонев (учител)
 Тази статия е за българския просветен деец.  За българския журналист и водещ вижте Димитър Цонев.  
Димитър Апостолов Цонев е български просветен деец, училищен инспектор от Македония.

## Биография
Димитър Цонев е роден в 1863 година в Крива паланка, тогава в Османската империя. В 1887 година завършва с втория випуск Солунската българска мъжка гимназия Завършва естествени науки в Загребския университет в 1899 година и Йена в 1890 година.
От 1890 до 1893 година е учител в Солунската българска мъжка гимназия.
През Балканската война е доброволец в Македоно-одринското опълчение, в нестроева рота на 2-а Скопска дружина.
Представител е на Паланечкото братство на Учредителния събор на Съюза на македонските емигрантски организации, проведен в София от 22 до 25 ноември 1918 година. В учебната 1923 – 1924 година е учител в ІІІ Софийска мъжка гимназия.